# Józefa Szykowna
Józefa Maria Szykowna z domu Kuc (ur. 21 grudnia 1930 w Zawierciu, zm. 2016) – polska prawniczka i polityczka, posłanka na Sejm PRL IX kadencji.

## Życiorys
W 1956 ukończyła studia na Wydziale Prawa Uniwersytetu Wrocławskiego i została aplikantem w Sądzie Wojewódzkim w Katowicach. Od 1958 do 1968 była sędzią w Sądzie Rejonowym w Lublińcu, a od 1968 radcą prawnym w tamtejszym Specjalistycznym Psychiatrycznym Zespole Opieki Zdrowotnej. Była przewodniczącą Zarządu Miejskiego Ligi Kobiet Polskich. W latach 1985–1989 pełniła mandat posłanki na Sejm PRL IX kadencji w okręgu Częstochowa z ramienia Polskiej Zjednoczonej Partii Robotniczej. Zasiadała w Komisji Prac Ustawodawczych, Komisji Nadzwyczajnej do rozpatrzenia projektów ustaw związanych z realizacją drugiego etapu reformy gospodarczej, Komisji Nadzwyczajnej do rozpatrzenia projektu ustawy o zmianie ustawy Ordynacja wyborcza do rad narodowych oraz w Komisji Nadzwyczajnej do rozpatrzenia projektu Ordynacji Wyborczej do Sejmu oraz Ordynacji Wyborczej do Senatu.

## Życie prywatne
Córka Wacława i Marianny, miała dwoje rodzeństwa. Od 1964 zamężna z Pawłem Wieczorkiem, z którym miała jedno dziecko. Po rozwodzie, poślubiła w 1977 Kazimierza Szykownego.